# 刘蕾
刘蕾（1984年—），山东曹县人，赫哲族，中华人民共和国政治人物、全国人民代表大会黑龙江地区代表。
毕业于佳木斯大学文秘专业，担任黑龙江省同江市街津口乡街津口小学老师。2008年起担任全国人大代表。2013年，被选为全国人大代表。2018年2月24日，当选为第十三届全国人大代表。